# Bulbul menut de plana
El bulbul menut de plana (Phyllastrephus debilis) és una espècie d'ocell de la família dels picnonòtids (Pycnonotidae). Es troba a Kenya, Moçambic, Tanzània i Zimbàbue. Els seus hàbitats principals són els boscos tropicals i subtropicals de frondoses humits de les terres baixes, la sabana seca, els matollars secs tropicals i subtropicals. El seu estat de conservació es considera de risc mínim.